# Pośrednia Żłobista Przełączka
Pośrednia Żłobista Przełączka (słow. Prostredná zlobná štrbina, ok. 2355 m, 2355 m) – przełęcz między Żłobistą Kopą i Żłobistą Kopką w słowackich Tatrach Wysokich. Znajduje się w ich grani głównej w masywie Żłobistego Szczytu. Zaraz pod siodłem przełęczy znajduje się widoczne z daleka okno skalne o średnicy około 2 m. Na południe opada z przełęczy żleb będący odnogą żlebu opadającego z Niżniej Żłobistej Ławki. Na południowy wschód również opada żleb uchodzący do depresji spod Niżniej Żłobistej Ławki.
Droga wspinaczkowa:
- Południowo-wschodnią granią z Niżnej Żłobistej Przełączki na Żłobisty Szczyt; I, miejsce II w skali tatrzańskiej, czas przejścia 1 godz.[2]

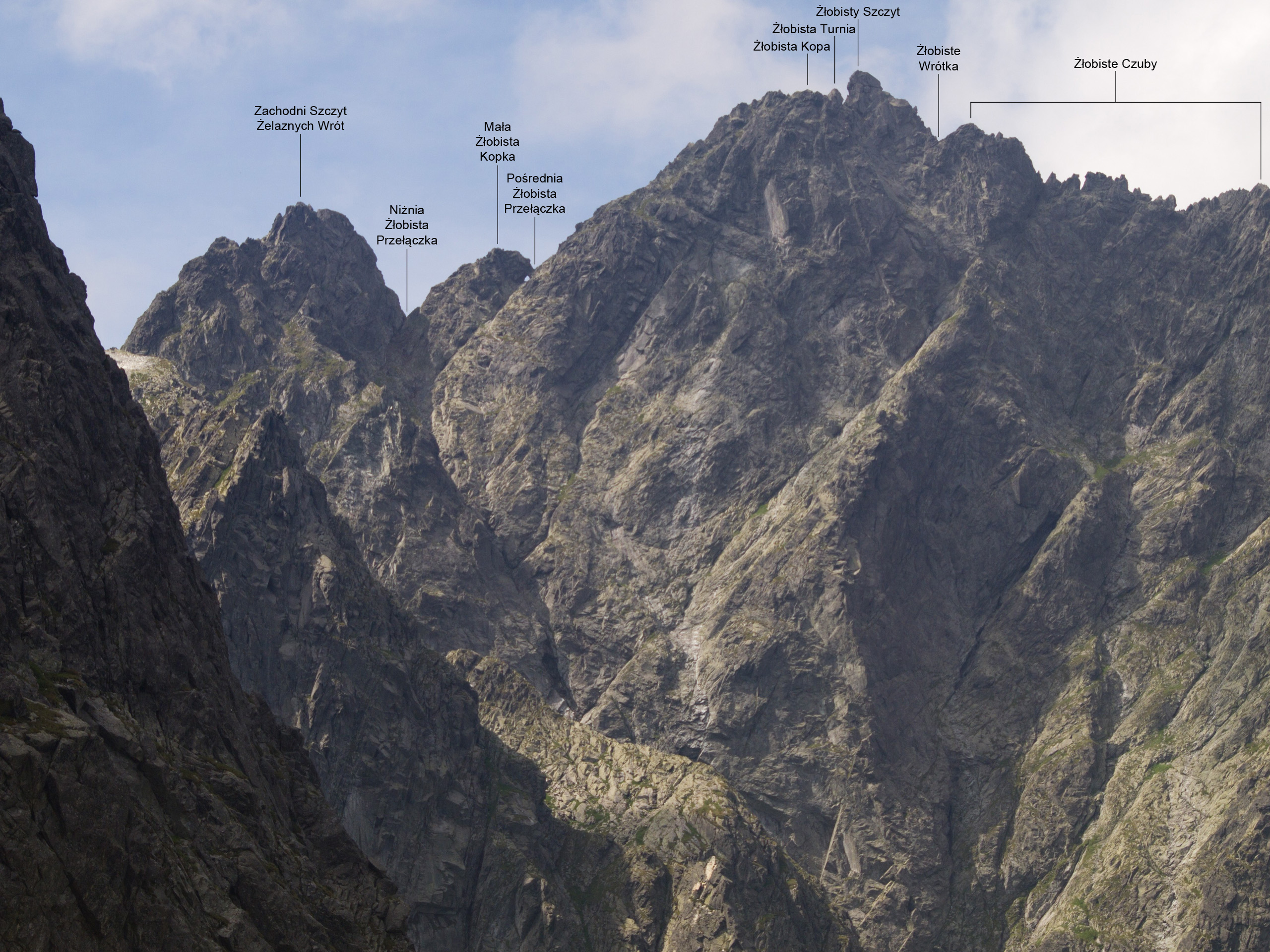
Widok znad Litworowego Stawu